# Trevor Coker
Trevor Ian Coker, novozelandski veslač, * 1. oktober 1949, Wanganui, † 23. avgust 1981.
Coker je za Novo Zelandijo nastopil na Poletnih olimpijskih igrah 1972 in 1976.
Na igrah v Münchnu je veslal v osmercu skupaj z Dickom Joycem, Wybom Weldmanom, Johnom Hunterjem, Lindsayem Wilsonom, Atholom Earlom, Tonyjem Hurtom, Garyjem Robertsonom ter krmarjem Simonom Dickiem. Čoln je osvojil zlato medaljo.
Na igrah v Montrealu je veslal v osmercu skupaj z Alexom McLeanom, Ivanom Sutherlandom, Tonyjem Hurtom, Petrom Dignanom, Lindsayem Wilsonom, Atholom Earlom, Daveom Rodgerjem ter krmarjem Simonom Dickijem. Takrat je čoln osvojil bronasto medaljo.
Coker je umrl leta 1981 za posledicami možganskega tumorja.